# نائلة حايك
نائلة حايك هي سيدة أعمال سويسرية من أصل لبناني، ابنة رجل الأعمال نيكولا حايك، المؤسس والرئيس التنفيذي ورئيس مجموعة سواتش السويسرية.
وقد ولد والدها نيكولا حايك لأم لبنانية، وأب لبناني أمريكي، وعائلة من أصول تعود لمحافظة الكورة، شمال لبنان. وكان يعمل والدها كطبيب أسنان، ثم هاجر بعد ذلك إلى الولايات المتحدة، ثم إلى سويسرا ليبدأ عمله في صناعة الساعات.
لدى نائلة شقيق واحد، نيقولا الابن، الذي تولى رئاسة مجموعة سواتش بعد تقاعد والدها في 2002.
تواصل نائلة حايك، الرئيس التنفيذي لمجموعة "سواتش" السويسرية، تحقيق نجاحات ملحوظة في عالم صناعة الساعات الفاخرة. تحت قيادتها، حققت المجموعة زيادة ملحوظة في المبيعات، حيث أظهرت التقارير أن إجمالي المبيعات في عام 2024 قد تجاوز التوقعات، مما يعكس قوة العلامة التجارية وابتكاراتها المستمرة.
نائلة حايك، التي تُعتبر واحدة من أقوى النساء في عالم الأعمال، تلعب دورًا حيويًا في تعزيز مكانة مجموعة "سواتش" على الساحة العالمية. كما أنها تركز على تطوير استراتيجيات جديدة للتوسع في الأسواق الناشئة وزيادة الوعي بالعلامات التجارية التابعة للمجموعة.علاوة على ذلك، تم تكريمها مؤخرًا في عدة مناسبات تقديراً لإسهاماتها في صناعة الساعات ودعمها للمرأة في مجال الأعمال. تُعتبر نائلة نموذجًا يحتذى به للكثيرين في العالم العربي وخارجه.

## مسيرة النجاح
حصلت نائلة حايك على شهادة الدكتوراة من الجامعة الأوروبية في مونترو، ثم انضمت لإدارة مجموعة سواتش عام 1995، قبل أن تتولّى منصب نائب رئيس مجلس الإدارة في 12 مايو 2010، لتتولى بعد ذلك رئاسة مجلس إدارة مجموعة سواتش في 30 يونيو 2010.
وكانت أيضا عضوًا في المنظمة الدولية للخيول العربية، وقاضي تحكيم للخيول العربية الدولية. كما تساهم في عدد من الأعمال والأنشطة الترويجية لمجموعة سواتش، إلى ذلك هي المسؤولة عن التنظيم المحلي لتلك الأنشطة بمجموعة سواتش الشرق الأوسط في دبي. تولت نائلة بعدها مسؤولية الكيان الجديد تيفاني واتشز، بعد توقيع اتفاقيات التعاون بين سواتش وتيفاني أند كو، نيويورك، والذي تأسس في 22 يناير 2008 باسم شركة تيفاني واتشز المحدودة.
وكعضو مجلس إدارة لمجموعة حايك، هي مسؤولة عن شركات حايك للعقارات، وحايك الهندسية. هي عضو مجلس إدارة ريڤولي للاستثمارات في دبي، حيث تمثل مجموعة سواتش، وكذلك عضو في مجلس إدارة بلنوس القابضة للطاقة النظيفة.
اكتسبت نائلة حايك الخبرة من والدها الذي رافقته في مشوار نجاحه الطويل، والذي حرص على إعدادها جيدا لتخلفه في إدراة المجموعة السويسرية
الأشهر للساعات.
وقد قادت نائلة حايك بالتعاون مع شقيقها نيقولا مجموعة سواتش العالمية للساعات بعد وفاة والدهما، وقد حرصا على تحقيق النجاحات المتتالية على الرغم من الصعوبات التي تعرضت لها الصناعات الفاخرة بعد الأزمة الاقتصادية العالمية. فسجلت المجموعة أكبر نسبة مبيعات لها بعد تولي نائلة الإدارة، حيث عملت على إدخال خطوط إنتاج جديدة في المجموعة لاقت رواجا كبيرا واستحسان الأوساط الشبابية، حتى أصبحت سواتش هي العلامة التجارية الأفضل للساعات بين الشباب.
وتقول نائلة حايك في الحوار الذي أجري مع مجلة أريبيان بزنس: «كنت حريصة على استمرار نجاح سواتش كما كان الأمر في عهد والدي، الذي وصل إلى بلد صناعة الساعات ولم يكن يملك أكثر من 3 ألاف دولار، واستطاع خلال فترة وجيزة اختراق معقل الساعات السويسرية، واستحوذ على لقب منقذ صناعة الساعات السويسرية من خلال أفكاره الخلاقة التي نقلت هذه الصناعة من مرحلة إلى أخرى، وجعلتها تصمد أمام صناعيّين أغرقوا الأسواق كاليابانيين. بعد هجوم ثورة الكوارتز في عقد السبعينات. وكانت مجموعة سواتش في طليعة من أعاد سمعة الساعات السويسرية باستخدام الكوارتز إلى جانب الفخامة والصناعة التقليدية العريقة.»

## إنجازات وتكريمات
في عام 2011 انضمت نائلة حايك لقائمة أغنى 50 شخصية عربية، وقد احتلت المرتبة الـ 38 بثروة بلغت 3.1 مليار دولار.
وفي عام 2012 قد احتلت المركز 63 لقائمة أقوى 100 امرأة عربية وفقا للائحة مجلة CEO الشرق الأوسط، لتحتل في العام التالي 2013 المرتبة الثامنة في قائمة أقوى 10 نساء في العالم العربي.
وما زالت شركة سواتش السويسرية تستهدف تحقيق مبيعات قياسية تتجاوز السبعة مليارات فرنك سويسري وتتوقع أن يقترب الرقم من 10 مليارات خلال 3 سنوات.

## شرائها لأكبر ماسة زرقاء بالعالم
اقتنت نائلة حايك المديرة التنفيذية لشركة مصنع الألماس الأمريكي «هاري وينستون»، أكبر ماسة زرقاء في العالم مقابل 23.790 مليون دولار.
وكانت دار «كريستيز» في جنيف قد نظمت مزادا بيعت خلاله الماسة الفاخرة.
وتأتي ماسة "The Blue" على شكل اجاصة مميزة يبلغ وزنها 13.22 قيراطا.
وأطلقت «هاري وينستون» على الماسة اسم «ونستون الزرقاء.»
وكانت حايك قد عبرت سابقاً، ولاسيما منذ رئاستها شركة «هاري وينستون» عن رغبتها بالحصول على الأحجار الكريمة الأكثر فرادة من نوعها.